# Oeiras Ladies Open 2025
L'Oeiras Ladies Open 2025 è un torneo professionistico di tennis femminile giocato sulla terra rossa. È la 5ª edizione del torneo, facente parte della categoria WTA 125 nell'ambito del WTA 125 2025. Si gioca al Centro Desportivo Nacional do Jamor di Oeiras in Portogallo dal 14 al 20 aprile 2025.

## Partecipanti al singolare

### Teste di serie
| Nazionalità | Giocatrice             | Ranking* | Testa di serie |
| ----------- | ---------------------- | -------- | -------------- |
| Filippine   | Alexandra Eala         | 73       | 1              |
| Stati Uniti | Katie Volynets         | 80       | 2              |
| Italia      | Elisabetta Cocciaretto | 89       | 3              |
| Ungheria    | Anna Bondár            | 91       | 4              |
| Cina        | Yuan Yue               | 101      | 5              |
| Romania     | Sorana Cîrstea         | 117      | 6              |
| Argentina   | Solana Sierra          | 119      | 7              |
| Polonia     | Maja Chwalińska        | 121      | 8              |

* Ranking al 7 aprile 2025.

### Altre partecipanti
Le seguenti giocatrici hanno ricevuto una wild card per il tabellone principale:
- Francisca Jorge
- Matilde Jorge
- Inês Murta
- Angelina Voloshchuk

Le seguenti giocatrici sono passate dalle qualificazioni:
- Alevtina Ibragimova
- Jesika Malečková
- Noma Noha Akugue
- Lian Tran

Le seguenti giocatrici sono entrate in tabellone come lucky loser:
- Carson Branstine
- Patricia Maria Țig

### Ritiri
Prima del torneo
- Sorana Cîrstea → sostituita da  Patricia Maria Țig
- Solana Sierra → sostituita da  Carson Branstine

## Partecipanti al doppio

### Teste di serie
| Nazione     | Giocatrice       | Nazione     | Giocatrice       | Rank1 | Teste di serie |
| ----------- | ---------------- | ----------- | ---------------- | ----- | -------------- |
|             | Amina Anšba      |             | Elena Pridankina | 176   | 1              |
| Portogallo  | Francisca Jorge  | Portogallo  | Matilde Jorge    | 205   | 2              |
| Rep. Ceca   | Jesika Malečková | Rep. Ceca   | Miriam Škoch     | 208   | 3              |
| Stati Uniti | Carmen Corley    | Stati Uniti | Christina Rosca  | 292   | 4              |

* Ranking al 7 aprile 2025.

### Altre partecipanti
La seguente coppia di giocatrici ha ricevuto una wild card per il tabellone principale:
- Inês Murta /  Angelina Voloshchuk

## Campionesse

### Singolare
Dalma Gálfi ha sconfitto in finale  Katie Volynets con il punteggio di 4-6, 6-1, 6-2.

### Doppio
Francisca Jorge /  Matilde Jorge hanno sconfitto in finale  Anastasia Dețiuc /  Patricia Maria Țig con il punteggio di 6-1, 6-2.